# روژه پونته
روژه پونته (فرانسوی: Roger Pontet‎; ۱۵ ژوئن ۱۹۲۰ – ۲۹ ژانویهٔ ۲۰۰۹) دوچرخه‌سوار اهل فرانسه بود.